# Ophir (Oregon)
Ophir az Amerikai Egyesült Államok északnyugati részén, Oregon állam Curry megyéjében elhelyezkedő önkormányzat nélküli település.